# Коробчанский, Иван Евстафьевич
Иван Евстафьевич Коробчанский (4 (16) января 1895, Кекино — 1 апреля 1956, Москва) — советский учёный в области коксохимической промышленности, подземной газификации топлива, доктор технических наук, профессор, член-корреспондент АН УССР.

## Биография
Родился 4 (16 января) 1895 года в селе Кекино (Сумского района Сумской области). В 1913 году с отличием окончил гимназию и поступил в
, после окончания которого в 1917 году получил специальность инженера-технолога.
В 1933 года работал в промышленности. Старший механик Кадиевского бензольно-ректификационного и нафталинового завода Артиллерийского ведомства; заведующий производства Краснодарского нитротолуольного завода; технический директор Ново-Смолянского завода; директор Сталинского азотного завода; главный инженер ОКСу треста «Союзкокс» (Харьков); заместитель главного инженера управления «Коксовим-монтаж» по строительству Ново-Макеевского коксохимического завода.
С 1933 года и до конца жизни работал в Донецком индустриальном институте на должности заведующего кафедрой «Химическая технология топлива». Член КПСС с 1945 года.
Награждён орденом Трудового Красного Знамени, медали.
Трагически погиб в Москве 1 апреля 1956 года, похоронен в Донецке на Мушкетовском кладбище.

## Научная работа
Велика заслуга Ивана Коробчанского в развитии всех видов учебно-научной деятельности кафедры в течение 25 лет. Автор оригинальной учебно-научной книги «Расчеты аппаратуры для улавливания химических продуктов коксования», которая и по настоящее время используется в учебном процессе и в производственной деятельности. Кроме русского она была издана также на чешском и китайском языках.
Круг научных интересов учёного был чрезвычайно широким. Это проблемы коксования и улавливания химических продуктов подземной газификации угля, обогащение угля, совершенствование процессов и технологий в азотной промышленности. Два авторских свидетельства профессора Коробчанского И. Е. спустя почти 50 лет стали основой лицензии с подземной газификации, которая в начале 1980-х годов была продана одной из фирм США. Характерная особенность всех его научных разработок — стремление использовать полученные результаты в промышленности.
Опубликовал 65 научных работ, подготовил много инженерных и научных кадров высшей квалификации. Принял участие в создании 11 изобретений СССР, в качестве автора и соавтора.

## Память
Кафедра химической технологии топлива Донецкого национального университета носит его имя. Одна из улиц Донецка носит его имя — «улица Коробчанского»